# 分子集合体
分子集合体（ぶんししゅうごうたい）とは、一般的には、界面活性剤分子が、溶液中の濃度や、溶液の温度、圧力などの条件によって集合したものをいう。
一般に、界面活性剤を水に溶かすと、溶液表面に集合する。これは、界面活性剤には疎水鎖がある為である。疎水鎖とは、言うなれば油の性質を持つものであって、水とは分離したがる為、溶液表面へと集合する事によって、溶液全体を安定化させるのである。
しかし、濃度を上げていくと、表面がびっしりと界面活性剤で覆われてしまい、これ以上、表面に集合する事が出来なくなる。すると、界面活性剤は、互いの疎水鎖を内側に集合させた、球状の、ミセルと呼ばれる分子集合体を形成する。この時の濃度を、臨界ミセル濃度（cmc）と呼ぶ。
ジェミニ型界面活性剤のうち、特に、4以上のオリゴマーでは、界面活性剤分子が溶液表面に吸着するよりも、溶液中でプレミセルと呼ばれる、数分子からなる分子集合体を形成した方が系が安定になる事がある。この場合、表面張力の低下は、濃度の増加と必ずしも相関を示さない濃度域が、低濃度側に現れる事がある。この濃度域では、プレミセルの形成と、溶液表面への吸着との間で平衡が成立しているものと推察されている。
分子集合体には、他にも様々なものがあり、細胞膜に酷似したベシクルと呼ばれる内側に水層を持った分子集合体や、平面状に集合したラメラ構造、ミセルが結合して棒状になった棒状ミセル、棒状ミセルが集合したヘキサゴナル構造、棒状ミセルの特異的な例である紐状ミセルがある。
尚、液晶も分子集合体の一種であり、ラメラ構造などは液晶の性質を示す事がある。